# 推川ゆうり
推川 ゆうり（おしかわ ゆうり、1990年6月13日 - ）は、日本のタレント、AV女優。大阪府吹田市出身。ティーパワーズ所属。

## 経歴
女子高卒業後、大阪府内で2年間パティシエ見習いとして働き、ケーキ店を退職後の2011年8月末、クラブイベントを盛り上げるギャルユニット活動時にスカウトされ、芸能プロダクションのジュエルプロモーションと契約、グラビアアイドルに転向。直後に受けた「おねだりマスカットSP!」のオーディションに合格。2011年10月より、恵比寿マスカッツの7期生として、テレビ東京系の『おねだりマスカットSP!』に出演。
2012年3月25日より、スーパー耐久レースにおいてピースモータースポーツのレースクィーンユニット「Love&Peace」のメンバーとしても活動スタート。
2012年4月10日より、@0613yuika 公式twitterアカウント開設。
2012年4月、ケータイヤングジャンプ「ぷるるんサバイバル2012」4月期１位通過。
2012年6月、ケータイヤングジャンプ「ぷるるんサバイバル2012」6月期参戦。
2013年1月31日、芸名変更に伴い、恵比寿マスカッツ公式サイトメンバー紹介ページの表記が「押川唯香」から「推川ゆうり」に変更される。2013年2月17日、推川ゆうりの名前で、livedoorブログにて新ブログスタート。2013年4月7日、舞浜アンフィシアターにて行われた、恵比寿マスカッツ解散コンサートにて恵比寿マスカッツを卒業。
2013年5月21日、『FLASH 2013年6月4日号』巻中グラビアにてセミヌードを初披露。2013年7月1日、MUTEKIからAVデビュー。デビュー理由はマスカッツ活動を通して、AV女優のメンバーたちがキラキラして見えたこと等を挙げている。もっと様々な現場を体験したいと2016年より企画単体に転向。2017年の『淫語』（ワープエンタテインメント）作品より優しい口調で言葉攻めをする痴女イメージが付きブレイク。その後、アメリカで活躍するポルノスター・まりかを知り、約9か月語学留学。まりかとも出会い、アワードの見学や他のポルノスターとも出会えたという。留学はコロナ禍となり終えることとなった。
2023年5月15日週FANZA動画フロアランキングにおいて、出演した『【祝春ギフト】【福袋】超絶大ヒット人気タイトル厳選ノーカット収録!15作品で35時間!まるごと2130分大収録!乳首びんびんどすけべ痴女BEST!!』（発売：かつお物産/妄想族）が1位を記録。同作は同年8月14日週にも1位浮上。9月4日週にも1位浮上するなどロングヒットとなった。
2023年5月22日週FANZA動画フロアランキングにて、出演した『BAZOOKA 冬の大感謝セール コスパ最強ノーカットベスト爆乳限定2749分』（BAZOOKA）が1位を記録。
2024年2月よりマドンナ専属女優になる。
2024年9月15日には、『TREND GIRLS 撮影会 2024』内のTREND GIRLSファッションショーに参加し、ランウェイを歩いた。
2025年2月17日週FANZA通販フロアランキングにて出演した『マドンナALL専属バスツアー2025 ハーレムを掴み取った男たちが極上の美女を独占！！酒池肉林のお祭りはまだまだ続く！！夢の大共演＆大乱交FESTIVAL！！後編』が初登場8位となる。

## 人物・エピソード
- 趣味は旅行・ソフトテニス。高校時代はソフトテニス部に所属。近畿大会まで出場する実力である。
- 恵比寿マスカッツの中では特に同じ7期生の雪美えみると仲が良い。
- ファッションブランドのシャネルが大好きで、2011年7月より飼い始め、現在は実家で飼っている愛犬のロングコートチワワにも「シャネル（♀）」という名前を付けた。また、愛犬の「シャネル」は旧公式ブログのタイトル写真にも登場している。[10]また、2012年4月より２匹目のチワワ「チェルシー（♂）」[11]、2013年2月からは３匹目のチワワ「キャロル（♂）」[12]を飼い始めている。
- AV女優としてのキャッチフレーズは「日本で一番シコい女優」[13]。AVライターのくろがね阿礼はバスト、ヒップはもちろん、手、足、口と全身でテクニックを持っていると評論。同じくAVライターの芝田カズは95センチの美巨尻が評判であり、バックや背面騎乗位での波打つ尻肉がいやらしいと評論している[13]。

## 作品

### CD

#### シングル
- ハニーとラップ♪／お母さん（恵比寿マスカッツ名義、6thシングル、2012年3月28日発売）
- 親不孝ベイベー（恵比寿マスカッツ名義、7thシングル、2012年6月27日発売）
- 逆走♥アイドル／冬リン＊モンロー（恵比寿マスカッツ名義、8thシングル、2012年10月31日発売）
- ABAYO／アルバム（恵比寿マスカッツ名義、9thシングル、2013年3月6日発売）

#### アルバム
- 卒業アルバム（恵比寿マスカッツ名義、2ndアルバム、2013年4月3日発売）

### DVD
- ハニーとラップ♪（恵比寿マスカッツ名義、1stシングルDVD、2012年4月11日発売）
- 親不孝ベイベー（恵比寿マスカッツ名義、2ndシングルDVD、2012年7月11日発売）
- 逆走♥アイドル（恵比寿マスカッツ名義、3rdシングルDVD、2012年11月21日発売）

### アダルトDVD
2013年
- idol（7月1日、MUTEKI）
- 専属NO.1STYLE推川ゆうりエスワンデビュー（10月19日、S1 NO.1 STYLE）
- 陶酔セックス4本番（11月19日、S1 NO.1 STYLE）
- 交わる体液、濃密セックス 推川ゆうり（12月19日、S1 NO.1 STYLE）

2014年
- パコパコ風俗NO.1指名 4時間スペシャル（1月19日、S1 NO.1 STYLE）
- 官能エステティシャン（2月19日、S1 NO.1 STYLE）
- NO.1ボディコンSTYLE（3月19日、S1 NO.1 STYLE）
- 秘密捜査官の女 剥ぎ取られたボディースーツ（4月19日、S1 NO.1 STYLE）
- 挿れッパ!! 大好きなアングルを選んでヌケる実用的挿入シーン長回し作品（5月19日、S1 NO.1 STYLE）
- 推川ゆうり エスワン8時間コンプリートBEST（8月19日、S1 NO.1 STYLE）※単体ベスト

2015年
- JIPPER（5月19日、QH映像）
- 彼女のお姉さんは巨乳と中出しOKで僕を誘惑（7月19日、OPPAI）
- 緊縛人妻中出し（8月13日、溜池ゴロー）
- ランジェリーナ ゆうり（9月1日、ワンズファクトリー）
- 若妻の家族を騙して巨乳を貪る非道ショタ（11月13日、MOODYZ）
- メイド中出しスペシャル 巨乳ご奉仕パラダイス (12月19日、OPPAI)

2016年
- Gカップムチムチボディーお姉さん本物中出し解禁!!（2月25日、本中）
- 縄に抱かれた人妻（5月7日、アタッカーズ）
- 奴隷聖職者 女教師・玲子（6月7日、アタッカーズ）
- 向かいの部屋の窓から覗く巨乳美女の着替え姿に見とれていると…3（6月10日、DOC）
- 昼下がりのパート妻（7月7日、アタッカーズ）
- 推川ゆうりの凄テクを我慢できれば生☆中出しSEX!（9月1日、ワンズファクトリー）
- 闇緊縛の部屋（11月13日、アタッカーズ）
- お姉ちゃんが私だけのものになった日（12月7日、アタッカーズ）

2017年
- ボイン大好きしょう太くんのHなイタズラ ボイン体育教師 強化合宿編（1月5日、グローリークエスト）
- 勃起が止まらない全裸居酒屋の過激サービス（1月13日、ケイ・エム・プロデュース/BAZOOKA）
- 軟派即日セックス Yさん（26歳）テレビ番組AD（1月13日、ケイ・エム・プロデュース/S級素人）
- ネトラレ近親相姦（1月25日、セレブの友）
- 羞恥の虜 ウチの妻が羞恥の虜に（2月9日、タカラ映像）
- めちゃくちゃ妊娠しやすそうな爆乳女子に強制中出し 2（2月10日、ケイ・エム・プロデュース/BAZOOKA）
- 職権乱用中出しオイルエステサロン（2月10日、ケイ・エム・プロデュース/BAZOOKA）
- 現役女子大生ナマ中出しライフ 8（2月10日、ケイ・エム・プロデュース/S級素人）
- 会員制おもらしBAR（2月25日、セレブの友）
- お姉さんの爆乳が卑猥過ぎて秒殺で悩殺!!（3月7日、unfinished）
- ヤレる人妻回春マッサージ 13 〜中出し交渉盗撮〜（3月7日、変態紳士倶楽部）
- 指名手配犯に犯された私 2（3月13日、セレブの友）
- ズルムケ三人組の寝取られH体験 ～塾講師の自宅で冬休み合宿中に旦那に内緒で暗闇夜這い初セックス編～（3月16日、グローリークエスト）
- マジックミラー号 爆乳人妻緊縛寝取り温泉ナンパ 旦那の目の前で初めての緊縛体験、思わずチ○コを受け入れてしまうほどよがり狂う!（3月18日、SODクリエイト）
- 真・時間が止まる腕時計パート7 オフィスでSEXマネキンチャレンジ編（3月18日、ROCKET）
- ガチLOVE不倫デート5（3月25日、セレブの友）
- 眼鏡×競泳水着×くびれボイン（4月7日、クリスタル映像/e-kiss）
- 老人たちに寝取られたセックスレスの夫を持つ巨乳嫁（4月7日、クリスタル映像/NITRO）
- 思わず●RECしたくなる着衣爆乳おっぱい ゆうり編（4月7日、unfinished）
- 皆のねとられ投稿話を再現します ウチの妻が12年引きこもっているアブない義弟に寝盗られました（4月7日、JET映像）
- 勇気を振り絞って興奮の頂点へ!!前から気になっていたあの美巨乳お姉さんにしてもらえるか!? キスだけでギンギンにフル勃起な童貞君の筆下ろし体験! 3（4月10日、HOT ENTERTAINMENT）
- イチャLOVEレズビアンデート3（4月13日、セレブの友）
- 禁欲10日目の媚薬 7（4月13日、セレブの友）
- ラグジュTV×PRESTIGE SELECTION No25 白川燿子（4月14日、プレステージ）※「白川燿子」名義
- シン・肉便器これくしょん改 真面目人間out…集中SEX 早漏マ○コとギン勃ちペニスのイヤラシイ部屋 推川ゆうり CASE026（4月14日、&RiBbON）
- 美脚×ハイレグ×ストッキング眼鏡 VOL.002（4月14日、ケイ・エム・プロデュース/BAZOOKA）
- Wおっぱいで挟み撃ち 極上巨乳二輪車ソープ（4月20日、ROCKET）
- 街行く素人お姉さん 「あなたのエロテク見せてください!」 〜20分以内にイカせられたら賞金10万円〜（4月21日、DOC）
- 皆のねとられ投稿話を再現します ウチの妻が12年引きこもっているアブない義弟に寝盗られました（4月25日、JET映像）
- お姉さんの巨尻が猥褻過ぎて秒殺で悩殺!!（5月1日、MARRION）
- 禁断介護（5月4日、グローリークエスト）
- 僕だけのご奉仕メイド（5月5日、クリスタル映像/e-kiss）
- 子供が欲しいデカ乳嫁が旦那とのSEXレス解消のためにソープマット購入! マイクロビキニ姿で待ち構え玄関開けるとまさかの旦那の父が! 憧れの巨乳嫁にヌルヌルローションで揉み心地のいいおっぱいを堪能するとフル勃起! 2（5月12日、V&R PRODUCE）
- 嫁の母親に中出ししてしまった（5月13日、ヴィーナス）
- 姉が我が家で開催した飲み会 まるごと全員に種配り（5月19日、ZUKKON/BAKKON）
- 美脚なお姉さんに骨盤矯正だと言いながらV字開脚でエッチなことしちゃいました! V字拘束アクメ軟派!!（5月19日、プレステージ）
- ノンストップ4Pレズビアン（5月25日、セレブの友）
- 息子の目の前で犯される新妻（5月26日、人妻花園劇場）
- 爆乳セラピストが最高の射精に導く男性機能向上エステサロン（6月2日、h.m.p）
- 淫語INGO（6月2日、ワープエンタテインメント）
- AV女優の推川ゆうりがプライベートで参加した中年オヤジたちのオフ会でマワされて中出しされまくった（6月9日、クリスタル映像/NITRO）
- アポなし訪問（6月23日、個性派Director's）
- 処方箋で人妻やJKに差し出す薬へ媚薬を注入!（6月23日、ケイ・エム・プロデュース/SCOOP）
- 大人気AV女優限定!無礼講すぎる大乱交合コン（6月25日、セレブの友）
- 世界一早漏男の連続射精SEX（7月1日、ROOKIE）
- 素人カップル対抗! 男女混合エロプロレス（7月6日、ROCKET）
- 女だらけの病室でボインが誘惑!母の見舞いに行ったら性欲たまったお隣さんが胸の谷間を見せつけてくるので僕のチ○ポは反応しまくり、母が寝てる横でヤラレちゃった（7月6日、SWITCH）
- 隣の中出しムッチムチ変態お姉さんがやってくる（7月7日、h.m.p）
- ねちっ濃いSEX 3（7月13日、セレブの友）
- 地元プールの水泳教室の参加者は僕一人だけ…。競泳水着のハミ乳ハミ尻のインストラクターのマンツーマン指導で大興奮! 水着ズラしてヌルッとチ○コ挿入したら膝ガクしまくりながらイキ乱れた! 2（7月14日、V&R PRODUCE）
- いやらしい人妻。近隣トラブルで男にクレームをする人妻は説教中に媚薬を盛られ自分の意志に反して欲しがる膣内に中出しされる!（7月14日、プレステージ）
- 緊縛拘束宙吊り拷問（7月14日、ケイ・エム・プロデュース/REAL）
- 一度入ったら常連確定!!激エロ巨乳4人娘が営むハレンチ銭湯へようこそ!!（7月14日、ケイ・エム・プロデュース/BAZOOKA）
- 淫らな豊満爆乳痴女に犯されたい（7月19日、Fitch）
- ビキニの巨乳お姉さんおっぱいカーウォッシュしてみませんか? 2（7月20日、ROCKET）
- 老働者に輪姦され性奴隷と化す巨乳未亡人（7月20日、グローリークエスト）
- 人妻交姦スワッピング性交 04（7月21日、MAD）
- 性感子宮検診クリニック 気付かれずに強制オーガズムされて理性崩壊レ×プ（7月25日、MOODYZ）
- 僕が愛したリアルダッチドール 2（7月25日、セレブの友）
- グラマラスロケット巨乳 凄すぎるカラダ露出する隣人妻と不倫（7月25日、かつお物産）
- 爆乳美人5人姉妹（8月1日、unfinished）
- 公開BDSM調教（8月4日、ドリームチケット）
- 超イイオンナがエッロイ淫語とオマ○コくぱぁでオナニーサポート（8月10日、ROCKET）
- 巨乳女医による中出し訪問診療（8月11日、ケイ・エム・プロデュース/BAZOOKA）
- 働く女の艶めかしい完全着衣ファック（8月13日、Fitch）
- 淫ら義母の誘惑 10（8月13日、セレブの友）
- 「あっ!ナマで入っちゃった!」凄テクオイル素股でチ○ポをマ○コに擦りつけてたら思わずフル勃起からの生挿入!本番禁止のはずなのに生中出しSEXまでしちゃった4人のお色気巨乳デリヘル（8月17日、グローリークエスト）
- 私鉄沿線革命! 男性専用改札機導入駅 おま○こ改札で出発淫行!ザーメンチャージしたペニモ（ペニス）で猛烈ピストンラッシュ!（8月24日、ROCKET）
- マジックミラー号逆ナンパ 夏スーパービキニボディ（8月24日、ROCKET）
- スーパーガチンコ全裸レズバトル DINAMITE2017（9月1日、ROCKET）※「AV OPEN 2017」ドキュメンタリー部門 エントリー作品
- 友達の目の前で犯されるレズビアン女子校生（9月7日、ビビアン）
- 推川ゆうり まるごと完全収録1104分BEST（9月13日、セレブの友）※単体ベスト
- 爆乳奥様モデルグラビア撮影（10月5日、グローリークエスト）
- 彼女にフラれた僕を不憫に思った母ちゃんとコンドームする約束でセックス! ゴムハメでは無反応だった母ちゃんがコンドームをこっそり外して生ハメしたら痙攣して何度も絶頂「すぐいい娘が見つかるわよ」から「誰にも渡すもんですか」に態度が豹変し腰振り騎乗位が止まらない大逆転セックス!!（10月7日、ヴィーナス）
- ムッチリ家政婦による肉弾接待!!柔らかな肉に挟まれまくりのハーレム性活!!（10月13日、ケイ・エム・プロデュース/BAZOOKA）
- 着衣巨乳 -絶対二度見したくなる 服の上からでも分かる-（10月19日、グローリークエスト）
- 親戚の家に泊まりに行った僕が初めて見た'大人の裸'今でも興奮する衝撃的な思い出 Ⅲ（10月20日、クリスタル映像/NITRO）
- 綺麗な顔してデカ尻!ママ友の透け覗くエロい美巨尻（10月20日、まぐろ物産/みるふぃーゆ）
- お、お義父様やめて下さい…。寝取られ近親相姦 息子は恋敵 義理の娘をチ○ポ漬けにする絶倫ドS義父（10月25日、ビッグモーカル）
- オ・ン・ナ♀ざかり（11月3日、ワープエンタテインメント）
- ネトラレーゼ 妻が肉体労働の親父に寝取られた話し（11月9日、タカラ映像）
- 義母と従姉妹6人の大人ボインが目の前に!「お風呂一緒に入ろう (ハート)」 僕を子供扱いして平気でデカパイ見せつけられ、チ○ポは隠せないくらいの勃起状態。洗うふりして僕のチ○ポ握りしめてはなさない性欲全開の親戚のお姉さん達に一晩中もてあそばれ僕も大人になれました。（11月21日、SWITCH）
- 汚された花嫁 3（11月25日、セレブの友）
- 俺の彼女 (11月25日、MAX-A）
- 『ナマ』という言葉に異常反応する隣の敏感妻。ザ・ファイナル 旦那にバレないように寝取る!（11月25日、ビッグモーカル）
- コタツの中でひっそり奥さんのマ○コに触れると糸を引くほど溢れ出す愛液!ご無沙汰過ぎて旦那が隣に居るにも関わらず何度も悶絶絶頂! 2（12月8日、V&R PRODUCE）
- もしも巨チンの僕が美人女医だらけの病院に患者として入院したら…（12月8日、ケイ・エム・プロデュース/BAZOOKA）
- ママショタ実話（12月20日、グローリークエスト）
- 舞ワイフ ～セレブ倶楽部～ 105（12月21日、AROUND）※「広田夏希」名義 ※「森明音」名義
- 世間知らずのタダ乗りヒッチハイカーに生中出し!!（12月22日、ケイ・エム・プロデュース/BAZOOKA）
- アナタごめんなさい…。わたし寝取られました…。【ゆうり】Gカップ（12月25日、ビッグモーカル）
- チ○ポ狂いのガニ股腰振り4SEX（12月25日、セレブの友）

2018年
- ボクの夏休み スリップ劇場10（1月1日、フェ地下）
- ドリシャッ!!（1月5日、ワープエンタテインメント）
- 母の親友（1月7日、ヴィーナス）
- 年上のボインお姉ちゃんたちが僕の生意気チ○コに性教育!「子供のくせに絶倫だョ」大喜びのお姉ちゃんたちに何回も白いオシッコ出されちゃった。（1月11日、SWITCH）
- 超高級中出し10連発ソープ（1月12日、ケイ・エム・プロデュース/BAZOOKA）
- デッサン中の身動きできない放置濡れ!媚薬で理性を抑えきれず杭打ち座位でイキ乱れる巨乳モデル（1月25日、ナチュラルハイ）
- ネトラレ近親相姦（1月25日、セレブの友）
- ゲスの極み映像 人妻28人目（1月26日、フルセイル）
- M男クンのアパートの鍵、貸します。（2月2日、ワープエンタテインメント）
- ママ友たちと温泉旅行!「子供なんだから一緒に入ればいいでしょ!」混浴したら湯船は大人のボインだらけでチ〇コ勃っちゃった!「ママには黙っててあげるから」元気な子供チ〇ポに興奮した奥さんたちは寄ってたかってもてあそんでくれました。4（2月8日、SWITCH）
- 「混浴温泉でご近所の美熟妻と二人きり(ハート)大きな胸を見ながらせんずりしているのがバレて怒られるかと思ったら…」VOL.3（2月8日、DANDY）
- 親戚のおばさんに筆おろしされた僕。リターンズ 5（2月10日、LEO）
- 波多野結衣のなめんなよ（2月22日、ROCKET）
- 兄貴の嫁さん達のゴージャスボインが目の前に!独身の僕の下の世話まで焼いてくれるのは、兄貴のチ○ポじゃ満足できず、オナニーばかりして頑丈になりすぎた僕のチ○ポを根元まで挿し込みたいからです（3月8日、SWITCH）
- 接吻乳首責めレズビアン ～女講師の卑猥なレズキスニップル調教～（3月13日、Fitch）
- 初アナル解禁SEX 3（3月25日、セレブの友）
- これで仕事のミスを許してくれますか？ 出張先で酔ったフリしてエッチしようとする新人部下OLの誘惑に負けて許しちゃった。（4月12日、SWITCH）
- アナルまる見えアングル ノーパン家事代行アルバイト（4月13日、ワンズファクトリー）
- 「あっ! ナマで入っちゃった!」オイル素股でマ○コをチ○ポに擦り付けてたら、気持ち良すぎてヌルッと生挿入。中出しSEXまでヤッちゃったデリヘル嬢たち（4月19日、グローリークエスト）
- 黒人解禁 黒い衝撃 (ブラックインパクト) 潜入捜査官 (4月19日、バミューダ/妄想族)
- 空前絶後のモノ凄いWフェラ（4月20日、MARRION）
- おっぱいマニアックス（4月26日、MAX-A）
- 妊活ヨガ教室にうっかり入会!子種を求める爆乳妻に密着されるハーレム中出しレッスン（5月1日、Fitch）共
- 18周年記念スペシャル 経験豊富な優しい素人人妻が最高の童貞筆おろし14（5月10日、アイエナジー）
- 手違いでお店のHPに'NN可’とアイコンを付けられてしまってスケベな客のイカ臭い精子を断りきれずにどくどくと注ぎ込まれたナマ中出しデリヘル妻（5月13日、AVS Collector's）
- 嫌いな男にポルチオを試されて絶頂失禁した私（5月19日、OPPAI）
- 卑猥語女（5月20日、MARRION）
- 【本性淫乱】看護師の抑え切れない性欲の獲物になっちゃった俺（5月24日、アキノリ）
- むっちり美熟巨乳エステ（6月7日、桃太郎映像出版）
- はだかの奥様（6月19日、KSB企画/エマニエル）
- 濃交 推川ゆうりのリアル中出しセックス（6月25日、MAX-A）
- 民泊始めた俺の実家にバカンス中の日焼けOL達が宿泊中!!（7月13日、ケイ・エム・プロデュース/BAZOOKA）
- 兄夫婦の記念日にやらすぃぱんすとを贈ります（7月13日、AVS collector’s）
- 欲求不満なパートの奥さんたちはいつでも発情中で新人君の勃起チ○ポを狙ってる！3 ファミレス編（7月19日、グローリークエスト）
- 銅粉肉奴隷（7月19日、ゴールドバグ/妄想族）
- 巨乳女囚レズバトル（7月26日、ROCKET）
- 爆乳ムチムチ妻の下品なマラ喰い肉欲生活（8月1日、プラネットプラス）
- とろけるしあわせ。恍惚の表情で乱れる美女と生々しい性の香り漂うSEX（8月13日、S-Cute）
- 巨乳美女の挑発×淫語×ディルド自慰（8月19日、エンペラー/妄想族）
- 偶然見てしまった叔母の湯上り裸に僕は即勃起! それを見た叔母が発情して親に隠れて何度も僕とのセックスを求めてくる! 勝手に何度もイキまくり！おかわり連発! もう何回発射させられたか分かりません!（8月23日、アイエナジー）
- アナルSEXで奪われた婚約者をアナルで取り戻す件（8月25日、セレブの友）
- 秘書in…［脅迫スイートルーム］（9月7日、ドリームチケット）
- 姑の卑猥過ぎる巨乳を狙う娘婿（10月18日、グローリークエスト）
- 百合と蜜 一途な純情レズビアンが初めてチン負けした日（11月8日、SODクリエイト）主演：古川いおり
- 殿堂! スーパーアイドル4時間 推川ゆうり（11月9日、ケイ・エム・プロデュース/million）※単体ベスト
- 推川ゆうりBEST vol.1（11月15日、グローリークエスト）※単体ベスト
- Anal Device Bondage XII 鉄拘束アナル拷問（12月6日、グローリークエスト）
- 「こんなおばさんでもいいのかしら♥」もうタマらないお色気ムンムン熟女たちの賞味期限はまだまだ先よスペシャルっ!! Part 3（12月7日、LEO）
- 個人撮影でエロ過ぎ元爆乳グラドルとの密室コスプレ（12月20日、グローリークエスト）

2019年
- いじわるご奉仕 癒しの巨尻ソープ嬢（1月1日、MARRION）
- 夫の前で痴漢に絶頂(いか)された妻（1月7日、VENUS）
- ショートカットグラマラス美熟女に中出し8人（1月11日、なでしこ）
- 思わずrecしたくなる着衣爆乳 神乳祭り 2019（2月1日、unfinished）※「AV OPEN 2018」マニア・フェチ部門エントリー作品
- 酔いつぶれた人妻 2 泥酔した奥様をエロ管理人が、旦那のいない部屋にチン入して介抱!!（2月8日、LEO）
- 中出し破壊 黒人巨大マラ 巨乳無残!（2月22日、REAL/ケイ・エム・プロデュース）
- 推川ゆうりのデカ尻アナルをひびはたが責める3Pレズビアン（2月25日、セレブの友）
- 「おばさんのカラダで勃起しちゃったの?」挑発的すぎる豊満なカラダがたまらないドエロおばさんに主導権とムスコをにぎられ、なすがまま生でヌプッ!! たっぷたぷの中出し白濁オツユがお尻まで垂れちゃうからチ●ポはまだまだ抜かないでっ!!（3月8日、LEO）
- 「町内会の巨乳ママ友たちがスパリゾートで小さな水着を着たら思わずポロリ！勃起を見せたら興奮してヤらせてくれた」VOL.1 (3月21日、DANDY)
- 自宅で売春する淫乱三姉妹の性接待が凄すぎる件（3月25日、セレブの友）
- しがみつきホールド孕ませSEX 2（4月4日、グローリークエスト）
- ママ友6人のボイン!母が居る横で息子とパパをドキドキ挑発6SEX!わざと胸の谷間を目の前で見せつけヤラれるように仕向けるむっつりヤリマン奥様達の誘惑 (4月11日、SWITCH)
- 推川ゆうり21時間19分ベスト（4月13日、セレブの友）※単体ベスト
- ママ友コスプレ座談会（4月25日、F&A）※「ゆうり」名義
- 綺麗な若妻さんと一発ハメたいから、パーソナルトレーニングジムを始めてみました (5月9日、F&A)
- あの時のセフレは…友人の母親 （5月16日、タカラ映像）
- オチ○ポ大好き淫乱爆乳妻は旦那の友人にもエロコスチュームで悩殺おもてなし!! 6人（5月17日、なでしこ）
- おっぱいチュパチュパ 授乳シチュエーションで中出しSEX（5月25日、MAX-A）
- 美しい部下の彼女 寿退職目前の豊満な女体（5月25日、AVS collector’s）
- ヒップ100cm以上のデカ尻妻限定 出産後の巨尻ママばかりを狙う悪徳骨盤矯正マッサージ (6月1日、変態紳士倶楽部)
- レズビアンに囚われた女潜入捜査官 Special 神咲詩織 本気のレズで汗だく絶頂 (6月7日、ビビアン)
- 貞操帯禁欲調教 30日目の開放爆欲SEX ドSなヒモ彼氏に貞操帯を装着された巨乳巨尻OL (7月13日、AVS Collector's)
- 泡姫桃源郷 生中出し出来るぷるるん神乳ご奉仕ソープ嬢 (7月25日、MAX-A)
- アナタだけに見せつける巨乳美女3人の挑発的レズビアン (8月13日、セレブの友)
- お色気P●A会長と悪ガキ生徒会 (8月15日、グローリークエスト)
- 寝取られおっぱいNTR 自慢の巨乳嫁が俺の友達に揉みまくられて中出しまでされていた (8月19日、VENUS)
- 夜這い～寝ている女に中出し～ (9月6日、LEO)
- 自宅に男を連れ込みSEXする淫乱三姉妹の性生活が淫(みだ)れすぎてる件 (9月13日、セレブの友)
- SEXYランジェリー訪問販売員の猥褻中出しセールス術 (9月19日、VENUS)

2020年
- S級熟女コンプリートファイル 推川ゆうり 6時間 (1月19日、VENUS) ※単体ベスト
- 酔ってつぶれて中出しされてっ！！2（6月5日、LEO）
- レズビアンに囚われた女潜入捜査官たち 4時間（6月7日、ビビアン）
- 新・侵入者（6月26日、NAGIRA）
- Mっ気のある人妻を拘束逝かせSEX（7月1日、プラネットプラス）
- 憧れの爆乳先生と行く！！二泊三日のわくわく温泉修学旅行（8月20日、グローリークエスト）
- 揉んで良し、挟んで良し、しゃぶって良し、夢のスライム巨乳奥様たち15人（9月7日、桃太郎映像出版）
- 乳首自慰エクスタシー（10月25日、セレブの友）
- W肉便器 巨乳の若妻達を同時に変態調教した記録（11月1日、Fitch）
- 三世代近親相姦IV（11月19日、グローリークエスト）

2021年
- まるっと！推川ゆうり（1月1日、プラネットプラス）※単体ベスト
- 社長の息子のHな社会科見学7（1月21日、グローリークエスト）
- 潜入！！噂のリンパマッサージ店 6「裏オプション、いかがなさいますか？」（3月5日、LEO）
- SUPER FISHEYE FETISHISM 迫力興奮蜜写 性欲ビッチ奥様 ムチムチ肉感どエロBODY（5月13日、AVS collector’s）
- 彼女に内緒で彼女の母ともヤってます…（6月7日、JET映像）
- 濃厚なSEX 純白なSEX 美しい女性だけの世界で純白レズor本能のままに乱れ狂う漆黒SEX（6月15日、ピーターズMAX）
- お見舞いに来てくれた叔母さんの無防備な胸元から覗くおっぱい（巨乳）を見て禁欲チ○ポが即勃起！献身的な騎乗位で精子を全部絞り取る巨乳叔母さん（6月17日、グローリークエスト）
- 一度ハメたら忘れられない！ あまりに気持ち良すぎて中で出しまくった10人の究極マシュマロボディー（9月7日、桃太郎映像出版）
- 父親が出張中、メンズエステ嬢のドスケベ巨乳義母に何度もキンタマが空っぽになるまでヌキの練習台にされた。（11月2日、LUNATICS）
- 巨乳温泉コンパニオン1泊2日おもてなしナマ性交（11月9日、ケイ・エム・プロデュース）
- 縄酔い人妻 同窓会で再会した元恋人に縛られてマゾが開花した巨乳妻（11月9日、AVS collector’s）
- THE ドキュメント 本能丸出しでする絶頂SEX 巨乳Hカップムッツリ美人妻がビッチ覚醒乱交快楽狂い（11月16日、美人魔女/エマニエル）
- 「不倫は文化だ！！」乳首ビンビン爆乳ドスケベ人妻の濃厚こってり男狩り中出し淫乱不倫録（11月23日、痴女ヘブン）
- 「おばさんが何回でも勃たせてあげる！！」素人熟女妻たちによる童貞筆下ろし17 ALL2連続生中出し 3組完全収録！（11月23日、クリスタル映像）

2022年
- 【超部屋結界】ハーレムSPECIAL 〜ようこそ僕だけの淫乱病院へ イヒ!〜 美人ナースやインテリ女医を下品な淫乱女へと洗脳支配する（3月10日、SODクリエイト）[14]
- 色白デカ尻の家事代行おばさんに即ハメ！デカチンの虜になった人妻が翌日勝手に押しかけてきたので満足するまで何度も中出ししてあげた 15 推川ゆうり（7月19日、ディープス）[13]
- Wデカ尻ハラスメント 問題上司2人の巨尻に挟まれローテーション杭打ち騎乗位で何度も痴女られ中出しさせられた僕… 乙アリス 推川ゆうり（8月2日、ムーディーズ）
- はだかの主婦 大田区在住推川ゆうり（31）（9月5日、プラネットプラス）
- 母子交尾【那須音金路】 推川ゆうり （10月4日、ルビー）
- THE ドキュメント 本能丸出しでする絶頂SEX 巨乳Hカップムッツリ美人妻がビッチ覚醒乱交快楽狂い 推川ゆうり （10月4日、美人魔女/エマニエル）
- 監禁！拷問！調教！絶叫！絶頂！ 強●絶頂絶叫拷問調教 完墜エリート麻薬捜査官 パーフェクトBODY屈辱狂乱地獄 推川ゆうり（10月11日、AVS collector’s）
- 発情母 推川ゆうり（11月5日、プラネットプラス）
- 旅行代理業者推川営業課長 童貞君との商談性交しました 推川ゆうり（11月15日、ルビー）
- ハイレグびんびん 悩殺嬲り 推川ゆうり（11月15日、ドグマ）
- バイト先の巨乳妻の色気溢れるムチムチおっぱいに我慢できず即ハメしたら精子の生産が追いつかないほどの中出し不倫SEXに発展した。 推川ゆうり（12月6日、ルナティックス）
- お姉さんの巨尻が猥褻過ぎて秒殺で悩殺！！2 推川ゆうり（12月6日、MARRION）
- ビキニ炸裂 巨乳ボンバー パイ嫐りでタマキン玉砕 推川ゆうり（12月20日、ドグマ）
- 肉感パコパコギャルママ 旦那の出張中はヤリマンウィーク！ラブホにこもってパコりまくって妊娠完了！ 推川ゆうり（12月20日、kira☆kira）

2023年
- むっちりボイ～ンママ 金玉喰い尽くし 推川ゆうり （1月17日、ドグマ）
- 縄酔い人妻 同窓会で再会した元恋人に縛られてマゾが開花した巨乳妻 推川ゆうり （2月1日、AVS collector’s）
- アプリで出会った年下の男に媚薬を盛られ…キメセクの快楽に溺れイキ狂った爆乳妻 推川ゆうり（3月10日、人妻花園劇場）
- ニューメンズエステ 推川ゆうり（3月7日、ティーチャー/妄想族）
- 友人の母親 息子が見ている目の前で無理やり中出しセックス 推川ゆうり（3月21日、VENUS）
- 羞恥の虜 ウチの妻が羞恥の虜に 推川ゆうり（3月21日、タカラ映像）
- 【ハメログ】巨乳デカ尻ギャルにお酒を飲ませたらヤリマンオーラが全開だったのでそのままハメ撮りしちゃいました！ 推川ゆうり（4月18日、チキチキカマー/妄想族）
- 最高の人妻 旦那の前で穢されて… 推川ゆうり（5月27日、ビッグモーカル）
- 夫の弟の巨根に心奪われて…（6月10日、KSB企画/エマニエル）
- Extreme（過激な）オナニスト！41 推川ゆうり ～9オナニー172分（6月27日、セレブの友）
- ショートカットの熟女は中出しOK！？12人（8月1日、KSB企画/エマニエル）
- Gカップ少女のレズ解禁ドキュメント。憧れと快感と緊張とほんの少しの不安の中でGカップ美巨乳の少女はレズの匠に囲まれてイキまくる 花柳杏奈 波多野結衣 推川ゆうり（8月8日、ビビアン）
- デカ尻見せつけ誘惑メンズエステ 推川ゆうり（9月1日、ワープエンタテインメント）
- 都合のイイ地味メガネ巨乳 乳首ビンビンいいなり後輩OLムチムチボディを揉みまくり、朝まで、何度も、中出し交遊録。 有岡みう 推川ゆうり（10月3日、ムーディーズ）
- 新・麗しの熟女湯屋 濃厚ねっとり高級ソープ 推川ゆうり（10月24日、グローバルメディアエンタテイメント）
- 完全プライベート映像 10周年を迎えた魅惑のIカップ完全無欠美女・推川ゆうりちゃんと初めての二人きりお泊まり（11月7日、パコパコ団とゆかいな仲間たち/妄想族）
- むにむにドスケベおっぱいで愛を込めて搾精！パイズリ感謝祭～ゆうりさんがガチファンに七変化パイズリで奉仕しまくり～ 推川ゆうり（12月12日、グローリークエスト）
- 快楽に理性は崩壊。 止まない絶頂と覚醒汗だく中出しセックス 推川ゆうり（12月29日、TEPPAN）

2024年
- いちゃラブ密着特濃せっくちゅ 憧れの推川ゆうりを独占した一夜。 （1月2日、桃太郎映像出版）
- 【痴女パコ】酒好きグラマーお姉さんにひたすら痴女られる僕 推川ゆうり（1月23日、チキチキカマー/妄想族）
- イチャイチャ二人きり生ラブホお泊まり会 推川ゆうり（1月25日、月刊彼女）
- 嵐の夜、会社に閉じ込められた女上司と二人きり 推川ゆうり（1月30日、グローバルメディアエンタテインメント）
- Wブルジョワ人妻の華麗なるマラ遊び 若い男のチ〇ポエキスを吸い尽くすマンイーター熟女のフェロモンまみれのドスケベ痴女SEX 推川ゆうり 橘メアリー（2月20日、エムズビデオグループ）
- Madonna衝撃専属 推川ゆうり 無我夢中で貪り合う本気のベロキス中出し3本番（2月27日、マドンナ）
- 人妻秘書、汗と接吻に満ちた社長室中出し性交 衝撃の専属、早くも『秘書』登場―。 推川ゆうり（3月26日、マドンナ）
- 妻の妊娠中、オナニーすらも禁じられた僕は上京してきた義母・ゆうりさんに何度も種付けSEXをしてしまった…。 推川ゆうり（5月28日、マドンナ）
- ストリップ劇場で舞う人妻 推川ゆうり（7月23日、マドンナ）
- ハプニングバー人妻NTR 「あなたのためよ…」と言っていた妻がいつしか群がる男たちに夢中になっていた。（8月27日、マドンナ）
- 淫語で●す自画撮り着衣W痴女-アメイジング（9月24日、ミル）
- ヌードモデルNTR 上司と羞恥に溺れた妻の衝撃的浮気映像 推川ゆうり（9月24日、マドンナ）
- 天使のような顔して下品にM男を喰い漁る発情期の肉感痴女 推川ゆうり（10月22日、マドンナ）
- 究極にして王道の寝取られ同人がついに実写化！！！！ 原作:ろいやるびっち 妻が、他人の雌になるまで。―ショートカット巨乳妻・佐々木美咲編― 推川ゆうり（11月26日、マドンナ）
- 女教師NTR 不良生徒に最愛の妻を寝取られてー。 推川ゆうり（12月24日、マドンナ）

2025年
- 愛を認めさせたくて妻と絶倫の後輩を2人きりにして3時間…抜かずの追撃中出し計16発で妻を奪われた僕のNTR話 推川ゆうり（1月28日、マドンナ）
- マドンナALL専属バスツアー2025 極上の美女を1人占めするのは僕だ！！夢のハーレムを掴み取れ！！総勢37名の大乱交SPECIAL！！前編（2月25日、マドンナ）
- 迷える子羊のようなIカップ巨乳妻を拾ったら、オオカミのような超肉食SEXで何度も抜かれまくった数日間の記録ー。 推川ゆうり（2月25日、マドンナ）[15]
- 永遠に終わらない、中出し輪●の日々。 推川ゆうり（3月25日、マドンナ）
- マドンナALL専属バスツアー2025 ハーレムを掴み取った男たちが極上の美女を独占！！酒池肉林のお祭りはまだまだ続く！！夢の大共演＆大乱交FESTIVAL！！後編（3月25日、マドンナ）
- 身も心も相性抜群の2人ー。’想い’と’唇’が重なる濃密接吻ソープ 推川ゆうり（4月22日、マドンナ）[16]

### 女性向けアダルトDVD
- 俺を酔わせてどうするの?（2018年1月11日、GIRL'S CH）共演:北野翔太
- another side II（2019年4月11日、SILK LABO）共演：東惣介／他出演：向理来、桐嶋りの

### イメージビデオ
- 濡/推川ゆうり（12月28日、Superlative）

### 書籍

#### モデル
- Best Nude Pose ベスト・ヌードポーズ「ヌード編3」 推川ゆうり（2016/6/24、オークス）
- 原寸大おっぱい図鑑 Ecstasy（2017年11月17日、一迅社　撮影：須崎祐次）Gカップ担当[17]

## 出演

### テレビ
- おねだりマスカットSP!（2011年10月5日 - 2013年3月30日、テレビ東京）
- ジャルやるっ! 年末大感謝祭 モテキ女100人とやるっ!スペシャル（2011年12月30日、関西テレビ）
- 突撃!モンスター研究所（2012年8月4日・5日、テレビ大阪）
- ビ〜チ9（2013年10月 - 2015年1月、テレビ埼玉）
  - 2013年10月・2015年1月…マンスリーゲスト
  - 2013年11月 - 2014年12月…アシスタント
- マスカットナイト（2015年11月5日・12日、テレビ東京）

### インターネット放送
- 金曜の8時恵比寿みんなでマスカットーク!（第10回、2011年12月9日、DMM.com）

### ラジオ
- 恵比寿マスカッツのRADIOもおねだりマスカット（第３回、2012年5月16日、InterFM）
- 恵比寿マスカッツのRADIOもおねだりマスカット（第９回＜最終回＞、2012年6月27日、InterFM）
- YOYOGI PIRATES（2012年6月28日、FM-FUJI）
- 恵比寿マスカッツの生でABAYO（2013年3月24日、文化放送）

### 映画
- ばるぼら（2020年11月20日、イオンエンターテイメント）
- 人妻の指運動 濃厚お胸体験（2025年4月4日、オーピー映画）

### オリジナルビデオ
- 二代目襲名：明日香 絡み合う愛欲と復讐（2018年10月2日、監督：遊山直奇、竹書房）- 明日香 役

### コンサート
- ＜第二弾＞恵比寿マスカッツ全国CAMP『そうだ！いろんなトコ行こう』（2011年10月16日、横浜BAY HALL）※アンコールのみのサプライズ出演[18]
- 恵比寿マスカッツアジアツアー凱旋公演『そうだ！みんなで中野サンプラザに行こう』（2011年12月10日、中野サンプラザ）
- 恵比寿マスカッツコンサートツアー2012『そうだ！やっぱり渋谷公会堂に行こう！！』（2012年3月31日、渋谷公会堂）
- ＜第三弾＞恵比寿マスカッツ全国CAMP『そうだ！いろんなトコ行こう』（2012年5月26日、名古屋Diamond Hall）※アンコールのみのサプライズ出演[19]
- ＜第三弾＞恵比寿マスカッツ全国CAMP『そうだ！いろんなトコ行こう』（2012年6月2日、岡山CRAZYAMA　KINGDOM）
- ＜第三弾＞恵比寿マスカッツ全国CAMP『そうだ！いろんなトコ行こう』（2012年6月3日、高松MONSTER）
- ＜第三弾＞恵比寿マスカッツ全国CAMP『そうだ！いろんなトコ行こう』（2012年6月8日、大阪なんばHatch）
- ＜第三弾＞恵比寿マスカッツ全国CAMP FINAL『全国CAMPありがとう！夏ちょい前のファン大感謝祭！！』（2012年6月17日、Zepp Tokyo）※途中参加[20]
- 恵比寿マスカッツ 第一回ファンの集い『あなたとマスカッツのハプニングLIVE in恵比寿』第1部（2012年8月18日、恵比寿LIQUIDROOM）※体調不良の為、途中退場
- 恵比寿マスカッツ ツアー2012『逆走♡アイドル ハイオク満タン！！』第2部（2012年10月14日、渋谷CLUB QUATTRO）※体調不良の為、アンコールのみの出演
- 恵比寿マスカッツ ツアー2012『逆走♡アイドルハイオク満タンツアー特別編 20曲ノンストップLIVE！！』（2012年10月26日、渋谷O-EAST）
- 恵比寿マスカッツ クリスマススペシャルLIVE『X'mas Rock'n Roll Night～裸のまんまで出ておいで～』（2012年12月16日、中野サンプラザ）
- 恵比寿マスカッツ 解散全国ツアー2013『ABAYO(^o^)/~！！』第2部（2013年2月9日、横浜BAY HALL）
- 恵比寿マスカッツ 解散全国ツアー2013『ABAYO(^o^)/~！！』（2013年2月23日、仙台darwin）
- 恵比寿マスカッツ 解散全国ツアー2013『ABAYO(^o^)/~！！』（2013年2月24日、水戸ライトハウス）
- 恵比寿マスカッツ 解散全国ツアー2013『ABAYO(^o^)/~！！』（2013年3月8日、福岡DRUM LOGOS）
- 恵比寿マスカッツ 解散全国ツアー2013『ABAYO(^o^)/~！！』（2013年3月9日、熊本Be-9）
- 恵比寿マスカッツ 解散全国ツアー2013『ABAYO(^o^)/~！！』（2013年3月10日、鹿児島CAPARVO HALL）
- 恵比寿マスカッツ 解散全国ツアー2013『ABAYO(^o^)/~！！』（2013年3月31日、大阪BIG CAT）
- 恵比寿マスカッツ 解散コンサート『女の花道～前夜祭～』（2013年4月6日、舞浜アンフィシアター）
- 恵比寿マスカッツ 解散コンサート『女の花道～卒業式～』（2013年4月7日、舞浜アンフィシアター）

### ミニライブ・イベント
- 恵比寿マスカッツ ミニライブ＋乾杯会 第3、4部（2012年4月1日、西麻布alife）
- 恵比寿マスカッツ そうだ!やっぱり超会議に行こう!（2012年4月29日、幕張メッセ）[21]
- 恵比寿マスカッツ「親不孝ベイベー」発売記念イベント 親不孝でごめんね会 in大阪 第1、2部（2012年6月9日、大阪・御堂会館）※体調不良の為、欠席[20]
- 恵比寿マスカッツ「親不孝ベイベー」リリースイベント 第2部（2012年6月30日予定、タワーレコード渋谷店）
- 恵比寿マスカッツ「親不孝ベイベー」発売記念イベント 親不孝でこめんね会 in東京 第1、2部（2012年7月1日、お台場ヴィーナスフォート教会広場）
- 恵比寿マスカッツ選抜メンバー OCEAN SEXY LIVE 第1、2部（2012年7月17日、尼崎競艇場）
- 「おねだりマスカットSP!」真夏の大運動会・公開収録（2012年8月6日、福生市中央体育館）※事情により、欠席
- 恵比寿マスカッツ 祝「親不孝ベイベー」10,000枚突破!!無料パーティ（2012年8月18日、恵比寿LIQUIDROOM）
- 恵比寿マスカッツ「逆走♡アイドル」予約イベント「ミニライブの後で、あなたとマスカッツで記念撮影大会しようね！！」 第1、2部（2012年10月6日、アキバ☆ソフマップ１号店）※体調不良の為、欠席
- 恵比寿マスカッツ「逆走♡アイドル」リリースイベント＠大宮 第1部（2012年10月21日、HMV大宮ロフト）
- 恵比寿マスカッツ「逆走♡アイドル」プレリリース記念スペシャルイベント「マスカッツ的ハロウィン大握手会～勃発！仁義なきキャラ戦争＠秋葉原～」第1、2部（2012年10月27日、ベルサール秋葉原）
- 恵比寿マスカッツ「逆走♡アイドル」リリース記念最後のお願い会 inお台場（2012年11月3日、お台場ヴィーナスフォート教会広場）
- 恵比寿マスカッツ「逆走♡アイドル」リリース記念本当に最後のお願い会 in池袋（2012年11月4日、池袋サンシャイン噴水広場）
- 恵比寿マスカッツ クリスマススペシャルLIVE『X'mas Rock'n Roll Night～裸のまんまで出ておいで～』打ち上げ（2012年12月16日、中野サンプラザ）
- 恵比寿マスカッツ×新宿TSUTAYA 1日限りの「新宿マスカッツ」（2013年3月23日、代々木YAMANO HALL）
- 恵比寿マスカッツ「卒業アルバム」予約イベント「卒業記念 個別撮影会」（2013年3月24日、ポニーキャニオン本社）
- ラジオ番組『恵比寿マスカッツの生でABAYO』公開生放送（2013年3月24日、文化放送）

### 雑誌
- FLASH 2013年6月4日号（巻中グラビア、2013年5月21日発売）

### WEB
- GRAPHIS
- デジグラ